# Matrimonio a prima vista Italia (quinta edizione)
La quinta edizione del reality show Matrimonio a prima vista Italia è andata in onda in prima serata su Real Time dal 6 ottobre al 1º dicembre 2020, per dieci puntate.
Il programma è condotta con la presenza di tre esperti: Mario Abis (come sociologo) e Nada Loffredi (come sessuologa) - per il quinto anno consecutivo, e di Fabrizio Quattrini, in sostituzione Gerry Grassi, (come psicoterapeuta), per il secondo anno consecutivo.
L'edizione viene rese disponibile in anteprima, con cadenza di un episodio a settimana prima della messa in onda, sulla piattaforma digitale Discovery+ a partire dal 29 settembre 2020.

## I partecipanti
| Coppia | Coppia           | Età | Professione               | Città              | Decisione Finale | Stato dopo alcuni mesi | Stato attuale |
| n°     | Sposi            | Età | Professione               | Città              | Decisione Finale | Stato dopo alcuni mesi | Stato attuale |
| ------ | ---------------- | --- | ------------------------- | ------------------ | ---------------- | ---------------------- | ------------- |
| 1      | Sitara Rapisarda | 29  | Cassiera                  | Roma               | Divorziati       | Divorziati             | Divorziati    |
| 1      | Gianluca Epifani | 30  | Concept artist            | Firenze            | Divorziati       | Divorziati             | Divorziati    |
| 2      | Nicole Soria     | 29  | Contabile                 | Milano             | Sposati          | Divorziati             | Divorziati    |
| 2      | Andrea Ghiselli  | 28  | Titolare di un ristorante | Vallefoglia        | Sposati          | Divorziati             | Divorziati    |
| 3      | Giorgia Pantini  | 31  | Istruttrice di nuoto      | Roma               | Sposati          | Divorziati             | Divorziati    |
| 3      | Luca Cantiano    | 31  | House manager             | Cisterna di Latina | Sposati          | Divorziati             | Divorziati    |

## Ascolti
| Episodi | Nome episodio                 | Messa in onda    | Telespettatori | Share |
| ------- | ----------------------------- | ---------------- | -------------- | ----- |
| 1       | La formazione delle coppie    | 6 ottobre 2020   | 791.000        | 3,17% |
| 2       | Il matrimonio                 | 6 ottobre 2020   | 837.000        | 4,50% |
| 3       | In viaggio di nozze           | 13 ottobre 2020  | 837.000        | 3,30% |
| 4       | Emozioni in luna di miele     | 21 ottobre 2020  | 867.000        | 3,30% |
| 5       | La convivenza                 | 27 ottobre 2020  | 791.000        | 2,90% |
| 6       | Quotidianità e vivere insieme | 3 novembre 2020  | 730.000        | 2,60% |
| 7       | Le reunion delle coppie       | 10 novembre 2020 | 804.000        | 3,00% |
| 8       | La decisione finale           | 17 novembre 2020 | 1.026.000      | 3,70% |
| 9       | E poi...                      | 24 novembre 2020 | 1.038.000      | 3,80% |
| 10      | Tutta la verità               | 1º dicembre 2020 | 891.000        | 3,20% |
| Media   | Media                         | Media            | 861.000        | 3,35% |